# Avenida Monseñor Rivero
Pour les articles homonymes, voir Rivero.
Avenida Monseñor Rivero est une avenue centrale de Santa Cruz de la Sierra.
Elle mène au cœur même de la ville et rejoint l'aéroport international.
Elle coupe notamment l'avenida Uruguay qui est un autre axe important de la ville.
De très nombreux bars, restaurants et discothèques sont regroupés de part et d'autre de l'avenue. Un Burger King, des cliniques esthétiques et un supermarché El Cristo complètent les infrastructures présentes.